# David Belyavskiy
Pour les articles homonymes, voir Beliavski.

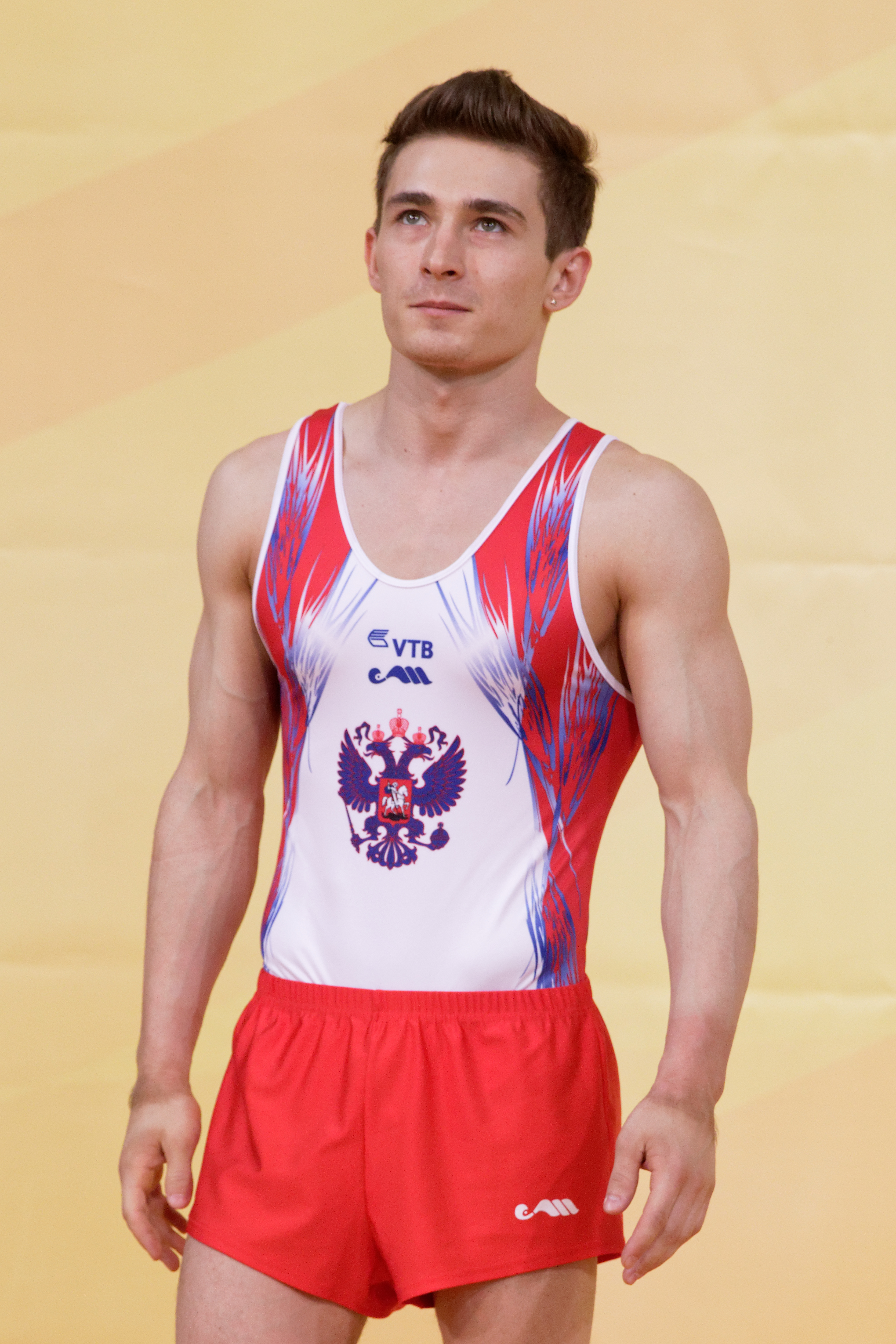

David Sagitovich Beliavski (en russe : Давид Сагитович Белявский), né le 23 février 1992 en Oudmourtie, est un gymnaste russe.

## Palmarès

### Jeux olympiques
- Tokyo 2020
  -  médaille d'or au concours général par équipes

- Rio 2016
  -  médaille d'argent au concours par équipes
  -  médaille de bronze aux barres parallèles

- Londres 2012
  - 5e au concours général individuel
  - 6e au concours par équipes
  - 7e au cheval d'arçons

### Championnats du monde
- Stuttgart 2019
  -  médaille d'or au concours général par équipes

- Doha 2018
  -  médaille d'argent au concours par équipes
  - 7e au cheval d'arçons

- Montréal 2017
  -  médaille d'argent au cheval d'arçons
  - médaille de bronze aux barres parallèles
  - 4e au concours général individuel
  - 6e à la barre fixe

- Glasgow 2015
  - 4e au concours par équipes
  - 11e au concours général individuel

- Nanning 2014
  - 5e au concours par équipes
  - 5e au concours général individuel
  - 5e à la barre fixe

- Anvers 2013
  - 12e au concours général individuel

- Tokyo 2011
  - 4e au concours par équipes
  - 6e au concours général individuel

- Rotterdam 2010
  - 6e au concours par équipes

### Championnats d'Europe
- Bâle 2021
  -  médaille d'or à la barre fixe
  -  médaille d'argent au concours par équipes
  -  médaille d'argent aux barres parallèles

- Glasgow 2018
  -  médaille d'or au concours par équipes
  -  médaille d'argent aux barres parallèles

- Cluj-Napoca 2017
  -  médaille d'or au cheval d'arçons
  -  médaille de bronze à la barre fixe

- Berne 2016
  -  médaille d'or au concours par équipes
  -  médaille d'or aux barres parallèles
  -  médaille d'argent au cheval d'arçons
  -  médaille de bronze à la barre fixe

- Montpellier 2015
  -  médaille d'argent au concours général
  -  médaille d'argent au sol

- Sofia 2014
  -  médaille d'or au concours par équipes
  -  médaille d'argent aux barres parallèles
  - 8e au sol

- Moscou 2013
  -  médaille d'or au concours général individuel
  -  médaille de bronze aux barres parallèles
  - 5e au sol

- Montpellier 2012
  -  médaille d'argent au concours par équipes

### Jeux européens
- Minsk 2019
  -  médaille d'or au concours général individuel
  -  médaille d'or au cheval d'arçons

- Bakou 2015
  -  médaille d'or au concours par équipes
  -  médaille d'argent aux barres parallèles
  -  médaille de bronze au sol